# 公众事物
公众事物（拉丁語：Res publica）是一个拉丁语短语，是欧洲各语言中“共和国”（Republic）一词的词源，传统上也被认为是Commonwealth一词的近义词。不过，根据具体情境，该拉丁语的具体翻译会有所变化。“Res”是拉丁语中表示实体的主格单数名词，与表示非实际的“spes”一词相对，而“publica”是一个定语形容词，意为“属于或与公众和人民相关的”，因此该词的大意为“公众事物”或“人民事物”。